# 卢茨·黑斯利希
卢茨·黑斯利希（德語：Lutz Heßlich，1959年1月17日—），德国男子自行车运动员。他曾代表东德参加1980年和1988年夏季奥林匹克运动会自行车比赛，获得二枚金牌，均来自男子个人竞速赛。